# Simulium arabicum
Simulium arabicum es una especie de insecto del género Simulium, familia Simuliidae, orden Diptera.
Fue descrita científicamente por Crosskey, 1982.